# Petyki
Petyki (ukr. Петики) – wieś na Ukrainie, w rejonie jaworowskim (do 2020 roku w rejonie mościskim) obwodu lwowskiego.

## Historia
Dawniej część wsi Małnowska Wola w powiecie mościskim.